# Пречистенский переулок
Пречи́стенский переу́лок (в 1937—1993 годах — переулок Н. А. Островского) — улица в центре Москвы в Хамовниках между Пречистенкой и Большим Власьевским переулком. 
В переулке располагаются посольства Австрии, Дании и Марокко.

## Происхождение названия
Изначально переулок назывался Мёртвый. Существуют разные версии происхождения этого названия. Так, полагали, что оно дано по фамилии домовладелицы начала XVIII века Ф. Б. Мертваго. По другой версии имя переулка напоминало о смерти обитавших здесь жителей в результате эпидемии холеры в начале XIX века. Но установлено, что название существовало, как минимум, уже в 1782 году. Есть также версия, что первоначально название было терминологичным: мёртвыми назывались переулки, которые по каким-то причинам становились тупиковыми, непроезжими (пусть и временно). Наконец, иногда это название связывают с названием соседнего Большого Могильцевского переулка, названного по местности Могильцы «небольшие холмы, кочки», «неровные, всхолмленные кочковатые урочища». Оно могло отражать как характер местности (могилистые места — неровные места), так и былое наличие там могилы — языческого курганного захоронения. 
В 1899 году Московское торгово-строительное акционерное общество Я. А. Рекка приобрело бывшую территорию усадьбы князя И. А. Гагарина, разделило её на три небольших участка и выстроило нынешние дома № 6, 8 и 10.

Д. 12. Мемориальная доска Н. Островскому

В 1937—1993 годах — переулок Н. А. Островского, в память писателя Николая Алексеевича Островского (1904—1936), автора романов «Как закалялась сталь», «Рожденные бурей», который жил в этом переулке в доме № 12 с весны 1930 по лето 1932 года.
Современное название переулок получил в 1993 году по близлежащей улице Пречистенка.

## Описание
Пречистенский переулок отходит направо от Пречистенки напротив Лопухинского переулка и идёт на северо-запад. Справа к нему примыкает Староконюшенный переулок, затем слева — Большой Лёвшинский, заканчивается на Большом Власьевском, рядом с Большим и Малым Могильцевскими.

## Примечательные здания и сооружения
По нечётной стороне:
- № 3 — детский сад № 936;

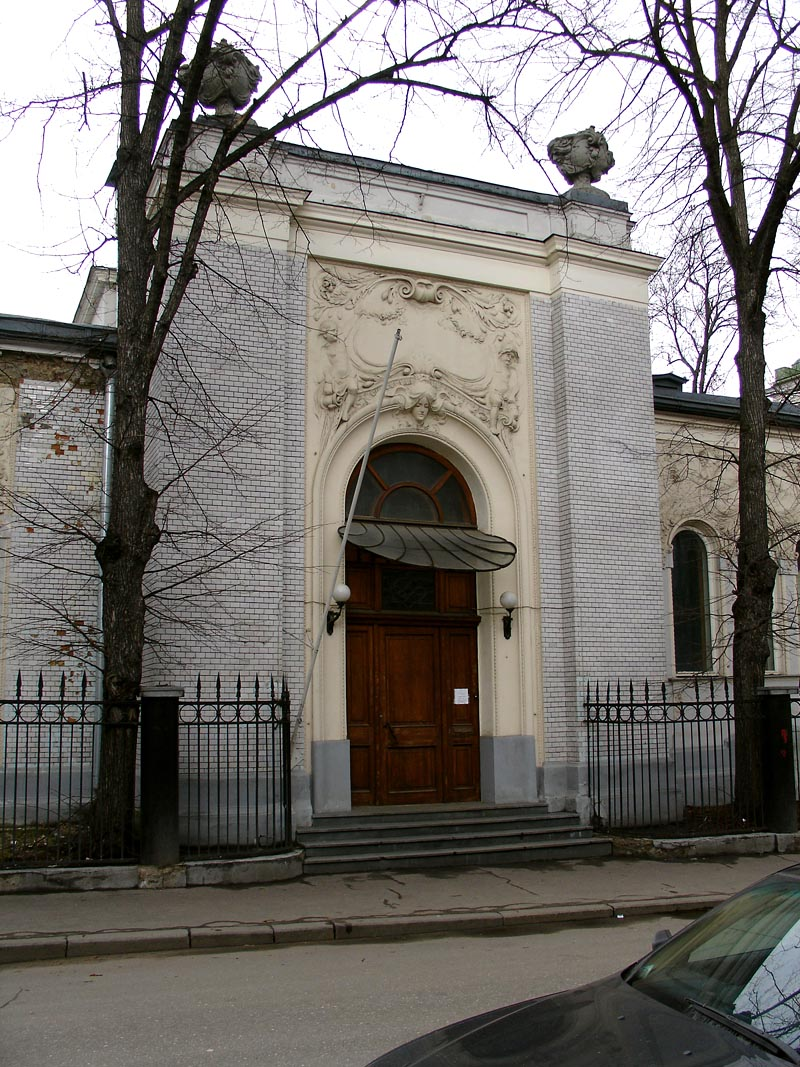
Особняк К. А. Гутхейля (№ 8а)

- № 5 — особняк (1996—1997, архитектор А. Ахмедов)[5].
- № 5А — мастерская советского скульптора В. И. Мухиной, которая жила и работала здесь в 1947—1953 годах. Объект культурного наследия регионального значения[6]. В 1989 около здания установлен памятник В. И. Мухиной (скульптор М. К. Аникушин, архитектор С. П. Хаджибаронов)[7].
- № 7 — доходный дом (1912, архитектор Г. А. Гельрих)[7]. Здесь жил искусствовед Л. А. Шилов[8].
- № 7А — доходный дом (1911, архитектор Г. К. Олтаржевский), в доме жил архитектор Г. К. Олтаржевский[9]. В настоящее время — Московский институт открытого образования (МИОО); Центр межнационального образования «Этносфера»;
- № 9 — дом М. К. Морозовой (XIX в.; 1913, И. В. Жолтовский)[10], ныне — посольство Королевства Дания. Объект культурного наследия регионального значения. В 1910-х годах в этот дом на заседания религиозно-философского общества памяти Владимира Соловьёва приходили Николай Бердяев, Павел Флоренский, Андрей Белый, Сергей Булгаков, Борис Пастернак.  В 1920-х годах дом занимала Норвежская дипломатическая миссия[6][11][12]
- № 11/1 — жилой дом (1834). Здесь была квартира врача В. А. Обуха, в которой находилась явка Московского комитета РСДРП; у Обуха бывал В. И. Ленин[10].

По чётной стороне:
- № 6 — особняк Н. И. Миндовского. Построен в 1906 году по заказу Московского торгово-строительного акционерного общества по проекту архитектора Н. Г. Лазарева[7]. После революции в доме размещался архив Красной Армии и военно-учётный архив[13]; в 1938—1955 — дом дипломатических приёмов; здесь в августе 1939 года жил Риббентроп, а в октябре 1944 года — Черчилль. Ныне — посольство Австрии. Является объектом культурного наследия федерального значения[6].
- № 8, стр. 1, 2 — особняк К. А. Гутхейля (1902—1903, архитектор В. Ф. Валькот[14]). После революции в доме размещался дошкольный детский дом, затем Центральный дом детского коммунистического движения[13]. В настоящее время — посольство Королевства Марокко. Является объектом культурного наследия федерального значения[6].
- № 10 — особняк М. Ф. Якунчиковой (1899—1900, архитектор В. Ф. Валькот; пристройка объема подъезда 1907, архитектор М. Ф. Бугровский; корпус во дворе 1911, архитектор А. М. Хомко). Является объектом культурного наследия регионального значения[6].
- № 12 — доходный дом (1896, архитектор Н. И. Якунин[7]; позднее надстроен двумя этажами). Здесь с весны 1930 по лето 1932 года жил писатель Николай Островский, в память которого переулок был переименован в 1937 году[15], мемориальная доска Н. Островскому.
- № 14, строение 1 — доходный дом (1912, архитектор Г. А. Гельрих)[7], в настоящее время — российское представительство Райффайзенбанка;
- № 18 — доходный дом (1901, архитектор Г. А. Милков)[7]. В доме жил комкор М. И. Алафузо и писатель В. П. Ставский[10].
- № 20 — доходный дом (1910, архитектор Г. К. Олтаржевский). В 1911 году две квартиры в цокольном этаже дома были переоборудованы под физическую лабораторию П. Н. Лебедева. Сам Лебедев и его помощник, будущий академик П. П. Лазарев жили на верхних этажах дома. В 1920—1930-х годах здесь жил радиотехник, академик М. В. Шулейкин[10].
- № 22/4 — дом причта храма Успения Пресвятой Богородицы на Могильцах (1913, архитектор С. Ф. Воскресенский; позднее надстроен до пяти этажей)[10]. В доме также жил брат автора проекта здания архитектор В. К. Олтаржевский[9].